# Acroperus harpae
Acroperus harpae är en kräftdjursart som först beskrevs av Baird 1834.  Acroperus harpae ingår i släktet Acroperus och familjen Chydoridae. Det är osäkert om arten förekommer i Sverige. Inga underarter finns listade i Catalogue of Life.